# Miwa
Miwa är ett utdött australiskt språk. Miwa talades i norra delen av Western Australia. Miwa tillhörde den wororanska språkfamiljen.